# Aytos
Aytos (en búlgaro: Айтос) es una ciudad de Bulgaria, capital del municipio homónimo en la provincia de Burgas.

## Geografía
Se encuentra a una altitud de 102 m s. n. m. y a 398 km de la capital nacional, Sofía.

## Demografía
Según estimación 2012 contaba con una población de 23 342 habitantes.
|         | 2004   | 2005   | 2006   | 2007   | 2008   | 2009   | 2010   |
| Mujeres | 10 861 | 10 838 | 10 841 | 10 829 | 10 884 | 10 911 | 10 868 |
| Varones | 10 177 | 10 163 | 10 107 | 10 084 | 10 131 | 10 156 | 10 062 |
| Total   | 21 038 | 21 001 | 20 948 | 20 913 | 21 015 | 21 067 | 20930  |